# معاملة المثليين في الشيشان
يواجه الأشخاص من المثليين والمثليات ومزدوجي التوجه الجنسي والمتحولين جنسياً (اختصاراً: LGBT) في (الكيان الفدرالي الروسي) (جمهورية) الشيشان تحديات قانونية لا يواجهها غيرهم من المغايرين جنسيا. وتعتبر حالة حقوق المثليين مصدرا للقلق بين منظمات حقوق الإنسان مثل منظمة العفو الدولية وهيومن رايتس ووتش منذ فترة طويلة. كجزء من الاتحاد الروسي، تطبق قوانين حقوق المثليين في روسيا رسميًا. في الواقع، لا توجد حماية للمواطنين من مجتمع الميم، وتشجع الحكومة قتل الأشخاص الذين يشتبه في قيامهم بعلاقات مثلية من قبل أسرهم.
منذ مارس 2017، أدت حملة القمع العنيفة ضد مجتمع المثليين على خطف واحتجاز العديد من الرجال المثليين ومزدوجي التوجه الجنسي، الذين تعرضوا للضرب والتعذيب. تم استهداف أكثر من مائة رجل، وربما عدة مئات من الرجال. قُتل ما لا يقل عن ثلاثة، وقيل إنهم 20 شخصًا. العدد الدقيق للذين تم احتجازهم والذين تم قتلهم غير معروف. ذكر فريق من المستشارين الخبراء التابع لمجلس حقوق الإنسان التابع للأمم المتحدة في أوائل أبريل 2017 أن: «هذه أعمال اضطهاد وعنف على نطاق غير مسبوق في المنطقة وتشكل انتهاكات خطيرة لالتزامات الاتحاد الروسي بموجب القانون الدولي لحقوق الإنسان».

## الجانب الثقافي
الشيشان مجتمع مسلم محافظ للغاية ينتشر فيه رهاب المثلية على نطاق واسع والمثلية الجنسية من المحرمات. وبعد اثنين الصراعات المسلحة الانفصالية في عقد 1990 -في الحرب الشيشانية الأولى والحرب الشيشانية الثانية «أصبحت [الشيشان] محافظة على نحو متزايد» تحت قيادة الرئيس أحمد قديروف وابنه رمضان قديروف، الذي يشغل منصب رئيس جمهورية الشيشان. في الشيشان، كما هو الحال في مناطق جنوب روسيا الأخرى، قام الرئيس الروسي فلاديمير بوتين «بتمكين الزعماء المحليين بفرض تفسيرهم للقيم الإسلامية التقليدية». ذكرت هيومن رايتس ووتش في عام 2017 أنه «من الصعب المبالغة في تحديد مدى ضعف الأشخاص من مجتمع المثليين في الشيشان، حيث ينتشر رهاب المثلية بكثافة. يتعرض المثليون جنسياً إلى خطر ليس فقط من الاضطهاد من جانب السلطات ولكن أيضًا لخطر الوقوع ضحية لجرائم الشرف، من قبل أقاربهم لتشويه شرف الأسرة.» شجع رمضان قديروف عمليات القتل خارج نطاق القضاء التي يرتكبها أفراد الأسرة كبديل لإنفاذ القانون - في بعض الحالات، تم إطلاق سراح المثليين في السجن في وقت مبكر على وجه التحديد لتمكين قتلهم من قبل الأقارب. جادل قديروف بأنه لا يوجد أشخاص مثليون جنسيا في الشيشان وأنه حتى لو كان هناك أي «إذا، اذهبوا بهم إلى كندا، سبحان الله، لتطهير الدم».

## الوضع القانوني
أصبحت المثلية الجنسية غير قانونية لأول مرة في الشيشان بعد أن احتلتها روسيا في أواخر القرن التاسع عشر. بعد الثورة البلشفية، قننت روسيا كلها المثلية الجنسية مرة أخرى، ولكن تمت إعادة تجريمها في عهد جوزيف ستالين بالنسبة للاتحاد السوفيتي بأكمله. تم إعادة تقنين المثلية الجنسية في روسيا مرة أخرى في عام 1993، على الرغم من أن الشيشان كانت مستقلة فعليًا عن روسيا بين عامي 1991 و 2000. من أجل التنافس مع أمراء الحرب الإسلاميين في المنطقة، اعتمد الرئيس الشيشاني أصلان مسخادوف الشريعة في عام 1996، وتعاقب المادة 148 من قانون العقوبات الشيشاني النشاط الجنسي المثلي بالتراضي بالجلد بالعصا في أول جريمتين وبالإعدام في الجريمة الثالثة.
القائد الحالي المدعوم من روسيا رمضان قديروف «وضع الإسلام في صدارة الحياة اليومية للشيشان، وغالباً ما يتعرض المثليون الذين يكشفون عن حياتهم الجنسية للتمييز والعزل من أسرهم». بدأ رمضان قديروف سياسته الاجتماعية «بحملة الفضيلة» بينما كان لا يزال رئيسًا للوزراء، في عام 2006، حيث هاجم أولاً «الفجور» للشابات في الجمهورية وقدم سياسة التشجيع على جرائم الشرف، مع تصوير قديروف كدور المدافع عن الأدوار الجنسانية «التقليدية» التي تمتد في النهاية إلى الحملة المعاداة للمثليين.
على الرغم من أن العديد من الشيشان، لا سيما في المناطق الحضرية، ما زالوا يشيرون إلى وكالات الأنباء بشكل مجهول أنهم يعارضون بشكل خاص سياسات قاديروف الاجتماعية في مسائل مثل لم شمل القسري المطلقين والضغوط الجديدة لارتداء الحجاب (الذي يتصادم مع التقاليد الشيشانية للملابس النسائية، التي تنص على أن ترتدي النساء عقالًا ضيقًا بدلاً من الحجاب الكامل الذي يخفي الشعر)، و «تربية جيل كامل من المتطرفين الدينيين» المعارضين، ما يعرض الفرد وأسرته لخطر فوري. خصصت أجهزة الدولة موارد في التعليم وفي أماكن أخرى للدعاية لصالح حملة أصلان مسخادوف؛ النساء اللائي يُعتقد أنهن يرتدين ملابس «غير محتشمة» يتعرضن للاعتداء باستخدام كرات الطلاء، ويتم إخطار الصبية الصغار في المدرسة أنه إذا سمحوا لأخواتهن بالخروج دون تغطية شعرهن، فسوف يواجهن لعنة أبدية، كما يتم تشجيعهن على إبلاغ السلطات حول ما إذا كان آباؤهم يطبقون الإسلام بما فيه الكفاية في المنزل. على الرغم من أن فرض قديروف للشريعة الإسلامية يتناقض مع قانون الاتحاد الروسي الأوسع وكذلك مادة من الدستور الشيشاني الذي ينص صراحة على أن الشيشان علمانية ولا يمكن جعل أي دين رسميًا أو إلزاميًا، فهو يفعل ذلك بدعم مالي وسياسي من بوتين، والذي تعرضت روسيا بسببه لانتقادات من قبل جماعات حقوق الإنسان.
أقرت روسيا رسميًا قانون الدعاية المثلية الروسي في يونيو 2013. ويحظر رسميًا توزيع «الدعاية للعلاقات الجنسية غير التقليدية» بين الأطفال. تم انتقاد القانون من قبل العديد من مجموعات حقوق الإنسان، بما في ذلك هيومن رايتس ووتش، باعتبارها «تمييزية بشكل علني» تجاه السكان من مجتمع الميم، وقد تم الاستشهاد به كأحد الأسباب لعدم استجابة الكرملين سريعًا بما يكفي لاضطهاد الأشخاص المثليين في الشيشان.

## اضطهاد المثليين في عامي 2017 و 2019

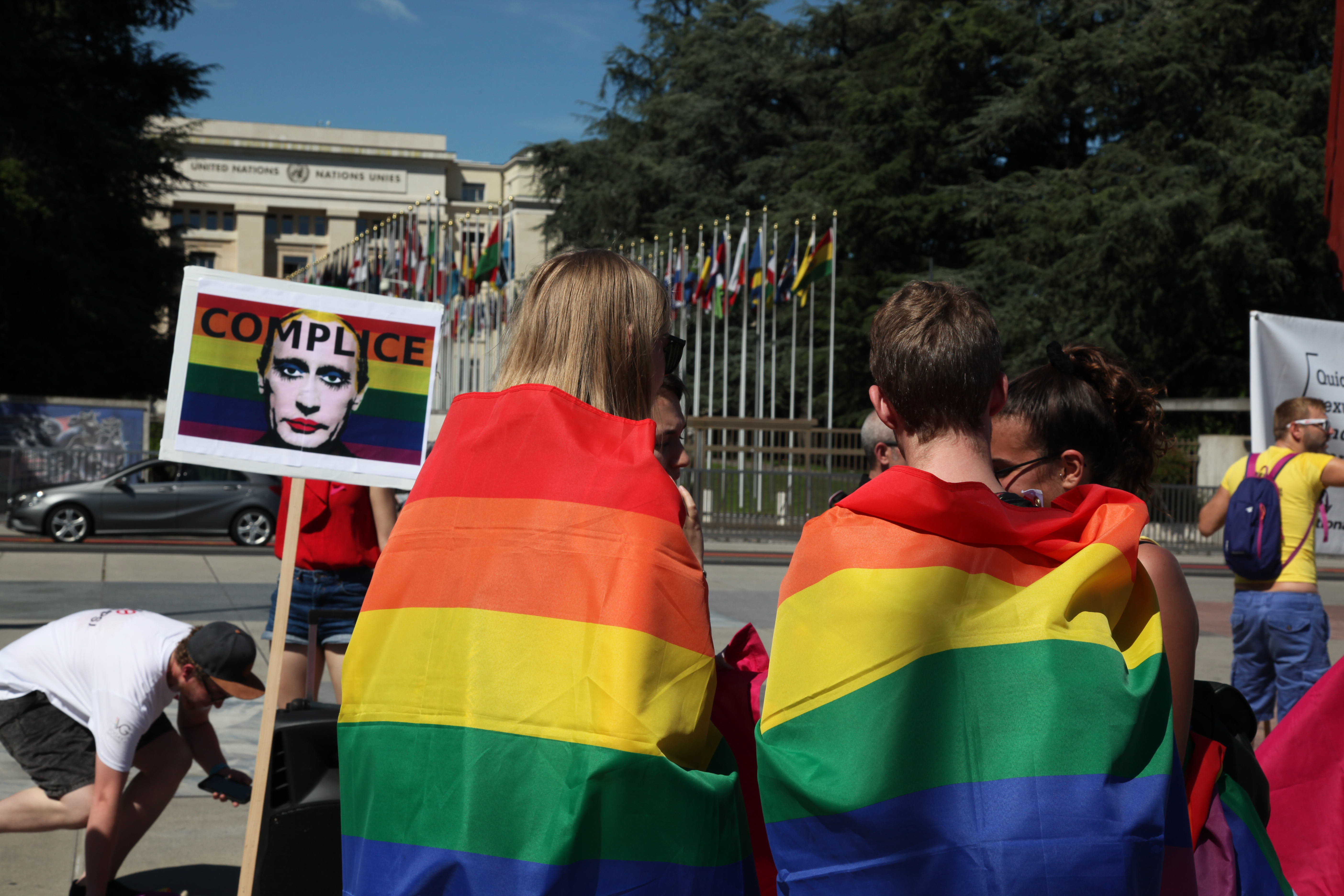
مظاهرات في جنيف ضد اضطهاد المثليين في الشيشان ، يونيو 2017

في مارس 2017، تقدمت منظمة Gayrussia.ru الحقوقية المدافعة عن حقوق المثليين التي تتخذ من موسكو مقراً لها بطلب للحصول على تصاريح لإقامة مسيرات فخر المثليين في أربع مدن في الكيان الفدرالي الروسي قبردينو - بلقاريا في منطقة شمال القوقاز ذات الأغلبية المسلمة، رغم أنها ليست داخل الشيشان نفسها. تم رفض طلب الحصول على التصاريح من قبل سلطات المنطقة. تبع هذا مسيرة مناهضة للمثليين، إلى جانب رسائل على وسائل التواصل الاجتماعي تدعو إلى قتل الممثليين بطرق مختلفة. ذكر مراقبو حقوق الإنسان أن أجهزة إنفاذ القانون في جميع أنحاء الشيشان بدأت في القبض على المثلييين وسجنهم وتعذيبهم، مع ما لا يقل عن 3 حالات وفاة أبلغت عنها هيومن رايتس ووتش. ذكرت مقالة نوفويا غازييتا في أبريل 2017 أن أكثر من 100 رجل اعتقلوا من قبل الشرطة للاشتباه في كونهم مثليين وقُتل 3 منهم.
في 7 أبريل/نيسان، ذكرت وزارة الخارجية الأمريكية أن لديها «العديد من التقارير الموثوقة التي تشير إلى اعتقال 100 رجل على الأقل بسبب توجههم الجنسي». نفى متحدث باسم رئيس الشيشان التقرير، مدعيا أنه لا يوجد مثليون جنسيا داخل حدودهم لأن «أقاربهم كانوا سيرسلونهم إلى حيث لم يتمكنوا من العودة»، وبالتالي لم يكن هناك أي اضطهاد للمثليين من قبل قوات إنفاذ القانون. ومع ذلك، قالت مجموعة الأزمات الدولية أنها تلقت معلومات تفيد بذلك. وفقًا لنوفايا غازييتا، تحققت شبكة المثليين الروسية من تقارير تفيد باحتجاز الرجال المثليين في سجن سري في أرغن، والذي تم وصفه في العديد من المصادر بأنه معسكر اعتقال، حيث تعرضوا للعنف والتعذيب. ذكر الشيشانيون الذين تم احتجازهم في مراكز احتجاز متعددة أنهم تعرضوا للضرب والتعذيب بالصدمات الكهربائية.
أدان تقرير أصدرته في 13 أبريل 2017 لجنة من 5 مستشارين خبراء لمجلس حقوق الإنسان التابع للأمم المتحدة- فيتيت مونتاربهورن، سيتونجي رولاند أدجوفي؛ أنييس كالامار. نيلس ميلتسر وديفيد كاي موجة التعذيب والقتل ضد الرجال المثليين في الشيشان. وكتبت اللجنة: «هذه أعمال اضطهاد وعنف على نطاق غير مسبوق في المنطقة وتشكل انتهاكات خطيرة لالتزامات الاتحاد الروسي بموجب القانون الدولي لحقوق الإنسان». كتب الفريق:

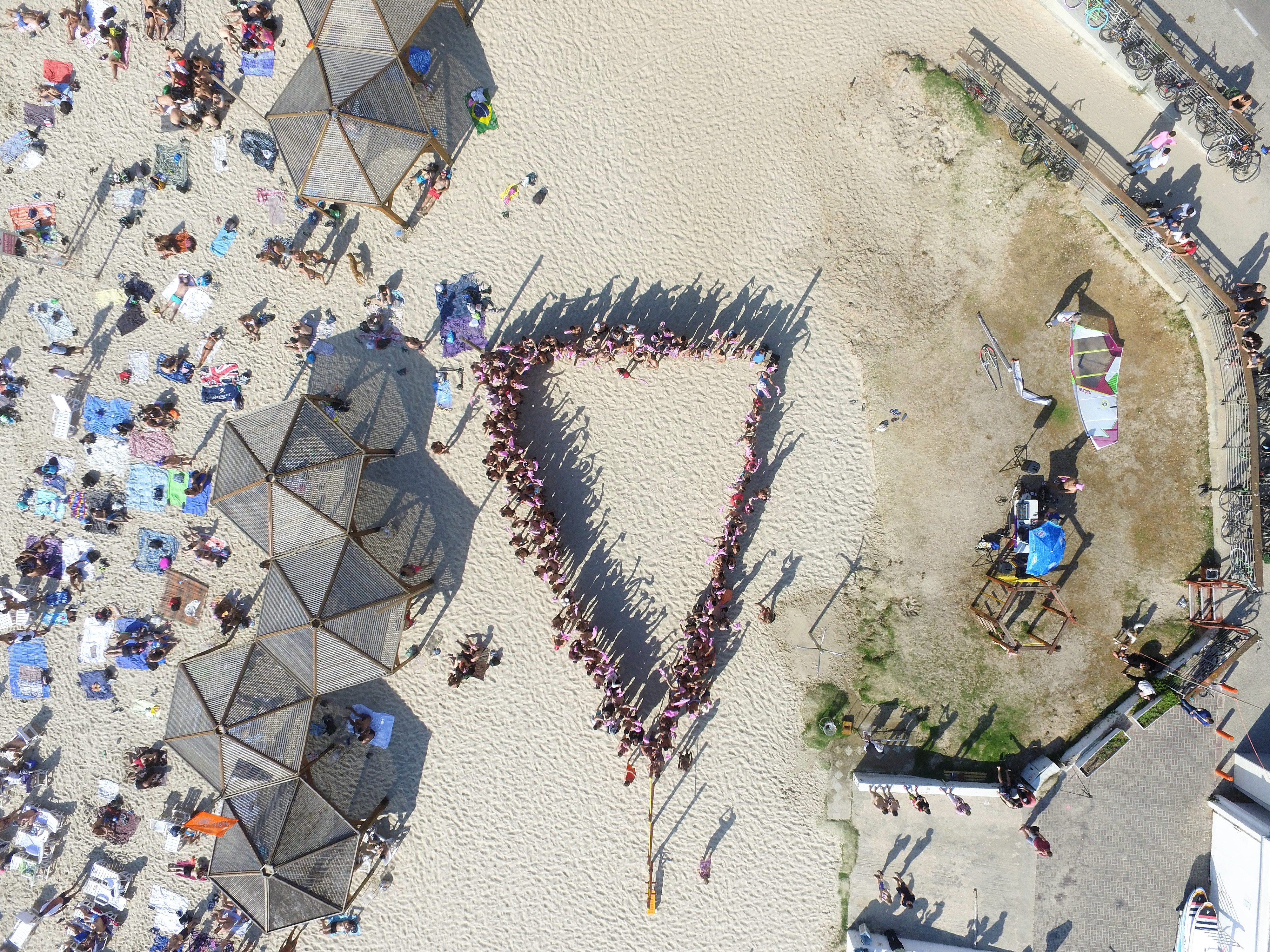
300 رجل إسرائيلي من المثليين على شكل "مثلث وردي" يدعم السجناء المثليين في الشيشان

حث مايكل جورج لينك، مدير مكتب المؤسسات الديمقراطية وحقوق الإنسان في منظمة الأمن والتعاون في أوروبا، السلطات الروسية إلى «التحقيق على وجه السرعة في التعذيب القسري والتعذيب وغيره من ضروب سوء المعاملة» من الرجال مثلي الجنس في الشيشان. أشار المقرر العام للجمعية البرلمانية لمجلس أوروبا جوناس غونارسون بشأن حقوق الأشخاص المثليين، إلى «تقارير مثيرة للقلق [..] من الشيشان في الأيام الأخيرة بشأن عمليات اختطاف منتظمة وتعذيب وقتل أشخاص على أساس على توجههم الجنسي». أدان كل من وزيرة الخارجية الأسترالي جولي بيشوب ووزير الخارجية البريطاني بوريس جونسون الاضطهاد في الشيشان. كما أنها أصبحت قضية في الانتخابات الرئاسية الفرنسية عام 2017، حيث قام كل من جان لوك ميلينشون وبونوا أمون وإيمانويل ماكرون بإدانة الشيشان، بينما التزم كل من فرانسوا فيون ومارين لوبان الصمت.
في 12 أبريل 2017، تم تنظيم احتجاج حضره المئات خارج سفارة روسيا في لندن.
في 15 أبريل، طالب وزير الصحافة الشيشاني دزامبولات عمروف نوفايا غازييتا «بالاعتذار للشعب الشيشاني» لاقتراح وجود المثليين في الجمهورية، وأنه إذا لم تتوقف الصحيفة عن نشر «الهستيريا» حول «تهديدات غير موجودة»، فعندئذ من شأن الآخرين «الاعتناء بهم». جاء ذلك بعد خطاب ألقاه قديروف في 3 أبريل/نيسان أمام حشد واصفا الصحيفة ب«أعداء إيماننا ووطننا الأم»، حيث تبنى الجمهور قرارًا بالانتقام من الصحفيين «أينما كانوا وبدون تشريع من القيود».
في 5 مايو 2017، تم تنظيم احتجاج حضره المئات خارج سفارة روسيا في تل أبيب، إسرائيل. في وقت لاحق من ذلك اليوم، وقف 300 من الرجال المثليين على شكل مثلث وردي في هيلتون بيتش كتذكير بشارات معسكر الاعتقال النازي التي استخدمت لتحديد السجناء الرجال المتهمين بأنهم مثليون.
في نفس اليوم، أيد الرئيس الروسي فلاديمير بوتين تحقيقًا في حملة تم الإبلاغ عنها ضد المثليين في جمهورية الشيشان في شمال القوقاز.
في 11 مايو 2017، اعتقلت الشرطة 5 نشطاء في موسكو أثناء محاولتهم تقديم التماس إلى المدعين العامين في موسكو.
تحدث العديد من المواطنين الشيشان عن احتجازهم وتعذيبهم، هربًا من المنطقة إلى أجزاء أخرى من روسيا وإلى منازل آمنة يقدمها النشطاء المثليين.
في 16 مايو 2017، أفادت مجموعات نشطاء المثليين في فرنسا أنهم قدموا شكوى إلى المحكمة الجنائية الدولية ضد رمضان قديروف. على الرغم من أن بوتين قد سحب روسيا رسميًا كمُوَقِع على نظام روما الأساسي للمحكمة الجنائية الدولية، تشير الشكوى إلى أن المحكمة لا تزال لديها ولاية للتحقيق حتى نوفمبر 2017.
أدان العديد من القادة الوطنيين والشخصيات العامة الأخرى في الغرب تصرفات الشيشان، ونُظمت احتجاجات في روسيا وأماكن أخرى. أكد تقرير صدر في ديسمبر 2018 من قبل منظمة الأمن والتعاون في أوروبا الادعاءات بأن اضطهاد المثليين قد حدث وأنه تم تجاهله من قبل السلطات.
في 11 كانون الثاني/يناير 2019، تم الإبلاغ عن «تطهير للمثليين» آخر قد بدأ في البلاد في ديسمبر 2018، مع احتجاز العديد من الرجال والنساء المثليين. تعتقد شبكة المثليين الروسية أن حوالي 40 شخصا اعتقلوا وأن شخصين اثنين قتلوا.
في 6 مارس 2019، نظمت فرقة بوسي ريوت الاحتجاجية النسوية احتجاجًا على خطوات برلمان جنوب أستراليا، داعية الحكومة الأسترالية إلى تقديم اللجوء إلى المثليين المضطهدين في الشيشان. قالت عضوة فرقة بوسي ريوت ماشا اليوخينا للصحفيين: «في شهر يناير من هذا العام، تم إلقاء القبض على 40 شخصًا، وقتل اثنان على الأقل. وهذه ليست سوى بداية هذا العام... إنها لا تتعلق برئيس أو رئيسين فقط... إنه تقليد مزعوم من الشيشان لقتل الناس المثليين والمثليات... جزء من تقليد الشعب الشيشاني هو قتل هؤلاء النساء الذين أطلق عليهم» كائن غير أخلاقي«، والكائن غير الأخلاقي هو على سبيل المثال الحصول على الطلاق، أو الحصول على تنورة قصيرة وما إلى ذلك... لذلك نحن هنا لأننا نريد إيقافه، ونريد من العالم أن يعرف ما يجري في بلدنا.»